# Црна Гора на Светском првенству у атлетици у дворани 2022.
Црна Гора је 18. Светском првенству у атлетици у дворани 2022. одржаном у Београду од 18. до 20. марта учествовала први пут као самостална земља, са 1 такмичарком која се такмичила у скоку увис.,.
На овом првенству такмичарка Црне Горе није освојила ниједну медаљу али је била 4. у финалу.

## Учесници
Жене:
- Марија Вуковић —  Скок увис

## Резултати

### Жене
| Атлетичарка    | Дисциплина | Лични рекорд | Квалификације | Квалификације | Финале   | Финале | Детаљи |
| Атлетичарка    | Дисциплина | Лични рекорд | Резултат      | Место         | Резултат | Место  | Детаљи |
| -------------- | ---------- | ------------ | ------------- | ------------- | -------- | ------ | ------ |
| Марија Вуковић | Скок увис  | 1,97 НР      |               |               | 1,95     | 4 / 12 |        |